# Chanté Sandiford
Chanté Sherese Sandiford (* 8. Januar 1990 in Bethpage, New York) ist eine US-amerikanische Fußballspielerin und -trainerin, die international für Guyana antritt.

## Karriere

### Verein
Sandiford spielte von 2007 bis 2008 für den W-League-Teilnehmer Washington Freedom und im Jahr 2009 für dessen Reserveteam, mit denen sie 2007 die Meisterschaft feiern konnte und in der Spielzeit 2009 erst im Finale den Pali Blues unterlag. Danach lief sie für die Ligakonkurrenten Pali Blues und die New Jersey Wildcats auf. Zu Jahresbeginn 2013 wechselte Sandiford nach Beendigung ihres Studiums an der UCLA zum russischen Erstligisten Zorkiy Krasnogorsk, mit dem sie in ihrer Debütsaison den Gewinn der russischen Meisterschaft feiern konnte.
Im Sommer 2014 schloss sie sich der Frauenfußballmannschaft der University of Maryland, Baltimore County, den UMBC Retrievers, als Co- und Torwarttrainerin an.
Im Jahr 2015 spielte sie beim isländischen Erstligisten UMF Selfoss.

### Nationalmannschaft
Sandiford qualifizierte sich Ende 2015 mit der guyanischen Fußballnationalmannschaft für das CONCACAF-Qualifikationsturnier zu den Olympischen Sommerspielen 2016 in den Vereinigten Staaten.

## Erfolge
- 2007: W-League-Meisterschaft (Washington Freedom)
- 2012/13: Russische Meisterschaft (Zorkiy Krasnogorsk)